# بنو عائذ الله
بنو عائذ الله (العوذلي) هي قبيلة مذحجية قحطانية بطن من سعد العشيرة من كهلان من القحطانية وهم بنو عائذ الله بن سعد العشيرة. 

## نسب عائذ الله بن سعد العشيرة
هو عائذ الله بن سعد العشيرة بن مالك (وهو مذحج) بن أُدد بن زيد بن يشجب بن عريب بن زيد بن كهلان بن سبأ بن يشجب بن يعرب بن قحطان. 

ومن قبائل سعد العشيرة: الحكم بن سعد العشيرة، وبه كان يُكنى، والصعب، ونمرة، وجعفي، وعائذ الله، وأوس الله، وزيد الله، وأنس الله، والحٌر. 

## مساكنهم القديمة
دروعان لبني عائذ الله بن سعد الروضة وطبُّ وديان لبني عائذ الله بن سعد القرن والعارضة ومهار لبني عجيب وهم من أزد شنوءة الخنينية مدينة لبني سويق من بني حيّ بن أود والسهل من دثينة مما يلي يرامس دار الحفينات الحصن وساكنه بنو شبيب وبنو حباب في ثلاث قرى أحور وادِ واحد فيه قرى كثيرة منها الجثوة وهي للشعائم من بني عائذ الله منهم يحيى بن حرب الذي عامل الخليفة على ولاية اليمن ومنهم أبو يزيد ابن عبد العزيز أجمعت مذحج على رئاسته سار بها إلى أبين والسرو.
وعبدان لبني عيذ الله من صداء وحصنهم فيه معروف وبني عائذ الله بن سعد العشيرة جردان وادِ عظيم فيه قرى كثيرة لجعف يشبم واد للأيزون من حمير وحجر بني وهب لبني عامر من كندة.

## الأعلام من عائذ الله
- عُبيدة بن هبار بن معاوية بن أوس مناة، وفد إلى النبي صلى الله عليه وسلم.
- عبد الله بن كنانة بن عبد الله بن عمرو بن معاوية بن مناة، كان من فرسان مذحج.
- زياد بن شبيب بن لقيط بن قيصر بن سلمة بن عوف.
- سُويْد بن عبد الله، كان شريفاً.
- مُجَمَّع بن عَبْدَ اللَهُ بن مُجَمَّع بن مَالِك بن إِيَّاسِ، قَتَلَ مَعَ الحُسَين بن عَليّ عَلَيهِ السَلام بالطَّفّ.
- حصين بن ابي أوس بن عبد الله بن ابي عمرو بن قيس بن عُتبة بن إياس، شهد القادسية.
- عروة بن جابر بن بادية بن الدول بن إياس، وهو أبو عُمير، كان عابداً.
- عمرو بن عبيدالله بن عمرو بن جابر، ولي الرُبع بالكوفة، إستعمله عبد الله بن عُمر عبد العزيز أيام ولي الكوفة مع منصور بن جمهور.
- إبراهيم بن ناجية بن عمرو بن عبد الله بن عمرو بن جابر.
- خيشنة بن جَابِر، كان عَالِماً.

```
[
4
]

[
5
]
```

## بطون عائذ الله بن سعد العشيرة
وَوَلَدَ عَائِذَ اللَهُ بن سَعْد العَشِيرَةِ: عَبْدَ مَنَاةُ، وأَوْس مَنَاةُ، وَهو مَاقَان؛ أُمَّهُم بِنْت لَيْث بِنْت بَكْر بن عَبْدَ مَنَاةُ بن كِنَانةَ.
فَوَلَدَ عَبْدَ مَنَاةُ بن عَائِذَ اللَهُ: عَوْفاً، وأَسَدِاً، وغَنْمُاً، وإِيَّاسِاً، وأَوْساً.
فَوَلَد إِيَّاسِ بن عَبْدَ مَنَاةُ: الدُّولَ، ومَالِكاً، وعُتْبَة، ومَازِنُاً، ومُرَّةَ.
وَوَلَدَ عَوْف بن عَبْدَ مَنَاةُ: خَدِيجُاًِ، وسَعْداً، وسَلَمَةُ، وثَعْلَبَةَ، وعَبْدَ اللَهُ.
فَوَلَدَ خَدِيجُ بن عَوْف: رَبَيعَةَ.
وَوَلَدَ مَاقَانُ بن عَائِذَ اللَهُ: ذُهْلاً، ومَالِكاً، وعُبِيْد، وعَمْراً، ومُعَاوِيَةَ.
منِهم: عُبِيْدة بن هَبَّار بن مُعَاوِيَةَ بن أَوْس مَنَاةُ، وَفَد إلى النّبيّ صلى الله عليه وسلم.
وعَبْدَ اللَهُ بن كِنَانةَ بن عَبْدَ اللَهُ بن عَمْرو بن مُعَاوِيَةَ بن مَنَاةُ، كانَ مِنْ فُرسَان مَذْحِج.
ومن وَلَدِ عُبِيْدة بن هَبَّار: زِيَاد بن الوَلِيد بن عُبِيْدة بن هَبَّار، مَدَحَهُ الأُقَيْشِر.
وجَهْمُ بن شَدَّادُ بن شُرَيْح بن الأَخْصَرٍ بن عَمْرو بن مُعَاوِيَةَ بن أَوْس مَنَاةُ وأَسْلَم، مُعَاوِيَةَ وَهْوَ مُعَاوِيَةَ الأَصْغَر بن مُكَدَّمِ بن مُعَاوِيَةَ الأَكْبِر بن أَوْس مَنَاةُ.
وَوَلَدَ أَسْوَدُ بن أَوْس مَنَاةُ: شَوْفاً، وحَرِيماً، رَهْطُ حُسَين بن مُحَمَّدُ بن جَرِير بن حَرِيم بن الأَسْوَدُ.
هَؤُلاءِ بَنو عَائِذَ اللَهُ بن سَعْد العَشِيرَةِ.  